# Prêmio Contigo! de revelação da TV
O Prêmio Contigo! de TV de revelação da TV é um prêmio oferecido anuelmente desde 1996 pela Revista Contigo!.

## História
Entre 1996 a 2010, a categoria era dividida entre "Atriz Revelação" e "Ator Revelação". Desde 2011, a categoria é nomeada "Revelação da TV". Apenas na edição de 2017, a categoria voltou a ser dividida em gênero.

## Vencedores e indicados
Legenda
      – indica a Atriz Revelação
     – Indica o Ator Revelação
     – Indica a Revelação da TV

### Década de 1990
| Ano                                    | Intérprete      | Novela            | Personagem                            | Emissora |
| -------------------------------------- | --------------- | ----------------- | ------------------------------------- | -------- |
| 1996                                   | Letícia Spiller | Quatro por Quatro | Barbarela Lourdes de Almeida (Babalu) | TV Globo |
| 1996                                   | Luís Melo       | Cara e Coroa      | Rubens Del Rey Villar (Rubinho)       | TV Globo |
| 1997                                   | Lavínia Vlasak  | O Rei do Gado     | Lia Mezenga                           | TV Globo |
| 1997                                   | Marcello Antony | O Rei do Gado     | Bruno Berdinazzi                      | TV Globo |
| 1998                                   | Nívea Stelmann  | A Indomada        | Carolaine Mackenzie Pitiguary         | TV Globo |
| 1998                                   | Licurgo Spinola | A Indomada        | Egídio Ferreira                       | TV Globo |
| Não houve premiação entre 1999 a 2001. |                 |                   |                                       |          |

### Década de 2000
| Ano  | Intérprete             | Novela                   | Personagem                                            | Emissora |
| ---- | ---------------------- | ------------------------ | ----------------------------------------------------- | -------- |
| 2002 | Mel Lisboa             | Presença de Anita        | Anita / Cíntia Ribeiro                                | TV Globo |
| 2002 | Guta Stresser          | A Grande Família         | Maria Isabel "Bebel" Carrara                          | TV Globo |
| 2002 | Rafaela Mandelli       | Malhação                 | Fernanda Lemos (Nanda)                                | TV Globo |
| 2002 | Tadeu Mello            | Porto dos Milagres       | Venâncio                                              | TV Globo |
| 2002 | Dado Dolabella         | Malhação                 | Robson Silveira Sampaio                               | TV Globo |
| 2002 | Leonardo Miggiorin     | Presença de Anita        | Zezinho                                               | TV Globo |
| 2003 | Giselle Itié           | Esperança                | Eulália Ramirez                                       | TV Globo |
| 2003 | Liliana Castro         | Sabor da Paixão          | Laiza Coelho                                          | TV Globo |
| 2003 | Maytê Piragibe         | O Beijo do Vampiro       | Lúcia Amado (Lucinha)                                 | TV Globo |
| 2003 | Kayky Brito            | O Beijo do Vampiro       | José Carlos Gonçalves (Zeca)                          | TV Globo |
| 2003 | Daniel Del Sarto       | Desejos de Mulher        | Nicolau Toledo Valente                                | TV Globo |
| 2003 | Ranieri Gonzalez       | Esperança                | Mauricio Moreira Alves                                | TV Globo |
| 2004 | Camila Morgado         | A Casa das Sete Mulheres | Manuela de Paula Ferreira                             | TV Globo |
| 2004 | Ana Roberta Gualda     | Mulheres Apaixonadas     | Paula Arruda (Paulinha)                               | TV Globo |
| 2004 | Juliana Knust          | Celebridade              | Sandra Diniz Moutinho (Sandrinha)                     | TV Globo |
| 2004 | Karina Bacchi          | Agora É que São Elas     | Pâmela Bittencourt                                    | TV Globo |
| 2004 | Manoelita Lustosa      | Mulheres Apaixonadas     | Inês Machado Oliveira                                 | TV Globo |
| 2004 | Pitty Webo             | Mulheres Apaixonadas     | Márcia Andrade de Melo (Marcinha)                     | TV Globo |
| 2004 | Dan Stulbach           | Mulheres Apaixonadas     | Marcos Soares Mendonça                                | TV Globo |
| 2004 | Ary França             | Chocolate com Pimenta    | Epaminondas                                           | TV Globo |
| 2004 | Daniel Zettel          | Mulheres Apaixonadas     | Carlinhos                                             | TV Globo |
| 2004 | Raoni Carneiro         | Agora É que São Elas     | Felipe Guedes (Montanha)                              | TV Globo |
| 2004 | Werner Schünemann      | A Casa das Sete Mulheres | Bento Gonçalves da Silva                              | TV Globo |
| 2004 | Zé Carlos Machado      | A Casa das Sete Mulheres | Anselmo                                               | TV Globo |
| 2005 | Vanessa Giácomo        | Cabocla                  | Zulmira de Oliveira Vieira Pires (Zuca)               | TV Globo |
| 2005 | Fernanda Machado       | Começar de Novo          | Sonya Karamazov                                       | TV Globo |
| 2005 | Marília Gabriela       | Senhora do Destino       | Josefa de Medeiros Duarte / Maria Guilhermina Lefevre | TV Globo |
| 2005 | Tania Khalill          | Senhora do Destino       | Marinalva Ferreira da Silva (Nalva)                   | TV Globo |
| 2005 | Jéssica Sodré          | Senhora do Destino       | Lady Daiane das Neves                                 | TV Globo |
| 2005 | Malu Valle             | Senhora do Destino       | Shirley                                               | TV Globo |
| 2005 | Luiz Henrique Nogueira | Senhora do Destino       | Ubiracy (Bira)                                        | TV Globo |
| 2005 | Malvino Salvador       | Cabocla                  | Tobias de Oliveira Pinto                              | TV Globo |
| 2005 | Ricardo Pereira        | Como uma Onda            | Daniel Abílio Cascaes                                 | TV Globo |
| 2005 | Guilherme Weber        | Da Cor do Pecado         | Tony Peixoto de Almeida                               | TV Globo |
| 2005 | Ronnie Marruda         | Senhora do Destino       | Gilson das Neves (Cigano)                             | TV Globo |
| 2005 | Renato Scarpin         | Um Só Coração            | Joaquim                                               | TV Globo |
| 2006 | Cléo Pires             | América                  | Maria de Lurdes do Nascimento (Lurdinha)              | TV Globo |
| 2006 | Bruna Di Tullio        | Alma Gêmea               | Madalena Vasconcellos                                 | TV Globo |
| 2006 | Bianca Comparato       | Belíssima                | Maria João Güney de Oliveira                          | TV Globo |
| 2006 | Paolla Oliveira        | Belíssima                | Giovanna Güney Sabatini                               | TV Globo |
| 2006 | Maria Carolina Ribeiro | Floribella               | Delfina Torres Bittencourt                            | Band     |
| 2006 | Carolina Oliveira      | Hoje É Dia de Maria      | Maria                                                 | TV Globo |
| 2006 | Aílton Graça           | América                  | José Feitosa (Feitosa)                                | TV Globo |
| 2006 | Sidney Sampaio         | Alma Gêmea               | Felipe Ávilla Blanco Dias                             | TV Globo |
| 2006 | Marcelo Médici         | Belíssima                | Fladson Rodrigues                                     | TV Globo |
| 2006 | Duda Nagle             | América                  | Rafael do Nascimento (Radar)                          | TV Globo |
| 2006 | Gustavo Leão           | Floribella               | Augusto Fritzenwalden (Guto)                          | Band     |
| 2006 | Guilherme Trajano      | Os Ricos Também Choram   | Luís Carlos                                           | SBT      |
| 2007 | Grazi Massafera        | Páginas da Vida          | Thelma Ribeiro de Andrade (Thelminha)                 | TV Globo |
| 2007 | Isis Valverde          | Sinhá Moça               | Ana Luísa Maria Teixeira (Ana do Véu)                 | TV Globo |
| 2007 | Lucy Ramos             | Sinhá Moça               | Adelaide de Jesus Coutinho                            | TV Globo |
| 2007 | Pérola Faria           | Páginas da Vida          | Gisele Saraiva                                        | TV Globo |
| 2007 | Ana Botafogo           | Páginas da Vida          | Elisa Fragoso Martins de Andrade Telles               | TV Globo |
| 2007 | Nanda Costa            | Cobras & Lagartos        | Maria Madalena Padilha (Madá)                         | TV Globo |
| 2007 | Fabrício Boliveira     | Sinhá Moça               | Sebastião da Silva (Bastião)                          | TV Globo |
| 2007 | Lucci Ferreira         | JK                       | Antenor                                               | TV Globo |
| 2007 | Gabriel Canella        | O Profeta                | Isaías da Silva                                       | TV Globo |
| 2007 | Alexandre Schumacher   | Pé na Jaca               | Caco (Carlos Eduardo Botelho Bulhões)                 | TV Globo |
| 2007 | Rafael Almeida         | Páginas da Vida          | Luciano Junqueira de Figueiredo                       | TV Globo |
| 2007 | Joelson Medeiros       | Páginas da Vida          | Domingos                                              | TV Globo |
| 2008 | Juliana Alves          | Duas Caras               | Gislaine Caó dos Santos                               | TV Globo |
| 2008 | Thaís Pacholek         | Amigas & Rivais          | Helena Delaor Torres                                  | TV Globo |
| 2008 | Aninha Lima            | Desejo Proibido          | Eulália Palhares Patápio                              | TV Globo |
| 2008 | Júlia Mattos           | Desejo Proibido          | Elisa                                                 | TV Globo |
| 2008 | Débora Nascimento      | Duas Caras               | Andréia Bijou                                         | TV Globo |
| 2008 | Patrícia Werneck       | Paraíso Tropical         | Camila Veloso Schneider Navarro                       | TV Globo |
| 2008 | Thiago Mendonça        | Duas Caras               | Bernardinho (Bernardo da Conceição Júnior)            | TV Globo |
| 2008 | Otaviano Costa         | Amor e Intrigas          | Bruno Molinaro                                        | RecordTV |
| 2008 | Sacha Bali             | Caminhos do Coração      | Matheus Morpheus (Metamorfo)                          | RecordTV |
| 2008 | Wilson de Santos       | Duas Caras               | Jojô                                                  | TV Globo |
| 2008 | Júlio Rocha            | Duas Caras               | João Batista da Conceição (JB)                        | TV Globo |
| 2008 | Gustavo Leão           | Paraíso Tropical         | Mateus Vilela Gouveia                                 | TV Globo |
| 2009 | Nathalia Dill          | Malhação                 | Débora Rios                                           | TV Globo |
| 2009 | Sophie Charlotte       | Malhação                 | Angelina Maciel                                       | TV Globo |
| 2009 | Carolinie Figueiredo   | Malhação                 | Domingas Gentil                                       | TV Globo |
| 2009 | Mariana Rios           | Malhação                 | Yasmin Fontes                                         | TV Globo |
| 2009 | Natália Guimarães      | Os Mutantes              | Ariadne Oliveira (Mulher-Aranha)                      | RecordTV |
| 2009 | Daniela Recco          | Três Irmãs               | Maria Eduarda Bulhões da Silveira (Duda)              | TV Globo |
| 2009 | Alexandre Nero         | A Favorita               | Vanderlei Peive                                       | TV Globo |
| 2009 | Caio Castro            | Malhação                 | Bruno Oliveira Guimarães                              | TV Globo |
| 2009 | Johnny Massaro         | Malhação                 | Fernando Chalfon (Fernandinho)                        | TV Globo |
| 2009 | Frederico Reuter       | Negócio da China         | Zé Boneco                                             | TV Globo |
| 2009 | Rômulo Estrela         | Os Mutantes              | Adriano Valentin (Draco)                              | RecordTV |
| 2009 | Marcos Pitombo         | Os Mutantes              | José da Silva Valente (Valente)                       | RecordTV |

### Década de 2010
| Ano  | Intérprete               | Novela                       | Personagem                                  | Emissora |
| ---- | ------------------------ | ---------------------------- | ------------------------------------------- | -------- |
| 2010 | Adriana Birolli          | Viver a Vida                 | Isabel Saldanha Ribeiro                     | TV Globo |
| 2010 | Cristiana Peres          | Malhação ID                  | Cristiana Araújo (Cris)                     | TV Globo |
| 2010 | Danieli Haloten          | Caras & Bocas                | Anita Batista da Silva                      | TV Globo |
| 2010 | Guta Gonçalves           | Cama de Gato                 | Débora de Lucca Rodrigues                   | TV Globo |
| 2010 | Larissa Maciel           | Maysa: Quando Fala o Coração | Maysa Monjardim                             | TV Globo |
| 2010 | Paloma Bernardi          | Viver a Vida                 | Mia Saldanha Ribeiro                        | TV Globo |
| 2010 | Fiuk                     | Malhação ID                  | Bernardo Oliveira (Bê)                      | TV Globo |
| 2010 | Marcello Airoldi         | Viver a Vida                 | Gustavo Rocha                               | TV Globo |
| 2010 | Marco Pigossi            | Caras & Bocas                | Cássio Amaral                               | TV Globo |
| 2010 | Mateus Solano            | Maysa: Quando Fala o Coração | Ronaldo Bôscoli                             | TV Globo |
| 2010 | Rainer Cadete            | Cama de Gato                 | Nuno Alves Moreira                          | TV Globo |
| 2010 | Ronny Kriwat             | Cama de Gato                 | Pedro de Britto Brandão                     | TV Globo |
| 2011 | Mayana Moura             | Passione                     | Melina Gouveia                              | TV Globo |
| 2011 | Flávia Guedes            | Araguaia                     | Aspásia                                     | TV Globo |
| 2011 | Juliana Paiva            | Ti Ti Ti                     | Valquíria Spina (Val)                       | TV Globo |
| 2011 | Maria Helena Chira       | Ti Ti Ti                     | Camila Bianchi                              | TV Globo |
| 2011 | Raphael Viana            | Araguaia                     | Frederico Martinez (Fred)                   | TV Globo |
| 2012 | Domingos Montagner       | Cordel Encantado             | Capitão Herculano Araújo                    | TV Globo |
| 2012 | Anderson Di Rizzi        | Morde & Assopra              | Sérgio Xavier (Sargento Xavier)             | TV Globo |
| 2012 | Giovanna Lancellotti     | Insensato Coração            | Cecília Alencar Machado                     | TV Globo |
| 2012 | Lua Blanco               | Rebelde                      | Roberta Messi                               | RecordTV |
| 2012 | Paulo Rocha              | Fina Estampa                 | Guaracy Martins                             | TV Globo |
| 2012 | Rodrigo Simas            | Fina Estampa                 | Leandro dos Anjos                           | TV Globo |
| 2013 | Ivete Sangalo (empate)   | Gabriela                     | Maria Machadão                              | TV Globo |
| 2013 | Titina Medeiros (empate) | Cheias de Charme             | Maria do Perpétuo Socorro (Socorro)         | TV Globo |
| 2013 | Cacau Protásio           | Avenida Brasil               | Maria José (Zezé)                           | TV Globo |
| 2013 | Daniel Rocha             | Avenida Brasil               | Roniquito Viegas (Roni)                     | TV Globo |
| 2013 | Raquel Bertani           | Guerra dos Sexos             | Ana Luísa de Alcântara (Analú)              | TV Globo |
| 2013 | Tiago Abravanel          | Salve Jorge                  | Demir                                       | TV Globo |
| 2014 | Tatá Werneck             | Amor à Vida                  | Valdirene do Espírito Santo                 | TV Globo |
| 2014 | Felipe Cardoso           | Pecado Motal                 | Otávio Venêto                               | RecordTV |
| 2014 | Igor Angelkorte          | Além do Horizonte            | Marcelo Vilar                               | TV Globo |
| 2014 | Igor Rickli              | Flor do Caribe               | Alberto Albuquerque                         | TV Globo |
| 2014 | Irandhir Santos          | Meu Pedacinho de Chão        | José Aparecido Menezes (Zelão)              | TV Globo |
| 2014 | Maria Casadevall         | Amor à Vida                  | Patrícia Mileto Gusmão                      | TV Globo |
| 2015 | Viviane Araújo           | Império                      | Sebastiana Alves (Naná)                     | TV Globo |
| 2015 | Bel Kowarick             | O Rebu                       | Lídia Vidigal                               | TV Globo |
| 2015 | Bianca Muller            | O Rebu                       | Mirna                                       | TV Globo |
| 2015 | Conrado Caputto          | Alto Astral                  | Pepe Perez (Pepito)                         | TV Globo |
| 2015 | Isabella Santoni         | Malhação Sonhos              | Karina Duarte (K)                           | TV Globo |
| 2015 | Rafael Vitti             | Malhação Sonhos              | Pedro Ramos                                 | TV Globo |
| 2017 | Carol Duarte             | A Força do Querer            | Ivana Garcia / Ivan Garcia                  | TV Globo |
| 2017 | Vitória Strada           | Tempo de Amar                | Maria Vitória Correia Guedes / Maria do Céu | TV Globo |
| 2017 | Valentina Herszage       | Pega Pega                    | Elizabeth Castro Ribeiro (Bebeth)           | TV Globo |
| 2017 | Daphne Bozaski           | Malhação: Viva a Diferença   | Benedita Teixeira Ramos (Benê)              | TV Globo |
| 2017 | Karla Karenina           | A Força do Querer            | Benedita (Dita)                             | TV Globo |
| 2017 | Heslaine Vieira          | Malhação: Viva a Diferença   | Ellen Rodrigues                             | TV Globo |
| 2017 | Jonathan Azevedo         | A Força do Querer            | Wellington Silvino (Sabiá)                  | TV Globo |
| 2017 | Silvero Pereira          | A Força do Querer            | Raimundo Nonato (Nonato) / Elis Miranda     | TV Globo |
| 2017 | Bruno Cabrerizo          | Tempo de Amar                | Inácio Ramos                                | TV Globo |
| 2017 | João Vicente de Castro   | Rock Story                   | Lázaro Vasconcelos                          | TV Globo |
| 2017 | Matheus Abreu            | Malhação: Viva a Diferença   | Teobaldo de Morais (Tato)                   | TV Globo |
| 2017 | Bernardo Velasco         | Belaventura                  | Enrico Montebelo e Luxemburgo               | RecordTV |
| 2018 | Bella Piero              | O Outro Lado do Paraíso      | Laura Ribeiro                               | TV Globo |
| 2018 | Bruno Montaleone         | O Outro Lado do Paraíso      | João de Assis (Jhonny)                      | TV Globo |
| 2018 | Claudia di Moura         | Segundo Sol                  | Josefa dos Santos (Zefa)                    | TV Globo |
| 2018 | Flávio Tolezani          | O Outro Lado do Paraíso      | Delegado Vinícius Castro                    | TV Globo |
| 2018 | Luis Lobianco            | Segundo Sol                  | Clóvis Falcão (Clovinho)                    | TV Globo |
| 2018 | Anderson Tomazini        | O Outro Lado do Paraíso      | Damiano Lima (Xodó)                         | TV Globo |
| 2019 | Kaysar Dadour            | Órfãos da Terra              | Fauze Harun                                 | TV Globo |
| 2019 | Alanis Guillen           | Malhação: Vidas Brasileiras  | Rita Gomes Moraes                           | TV Globo |
| 2019 | Carol Garcia             | A Dona do Pedaço             | Sabrina de Souza                            | TV Globo |
| 2019 | Glamour Garcia           | A Dona do Pedaço             | Britney Macondo                             | TV Globo |
| 2019 | Orlando Caldeira         | Verão 90                     | Catraca                                     | TV Globo |

### Década de 2020
| Ano  | Intérprete         | Novela                       | Personagem                              | Emissora  |
| ---- | ------------------ | ---------------------------- | --------------------------------------- | --------- |
| 2020 | Luccas Papp        | As Aventuras de Poliana      | Luricleyton "Mosquito"                  | SBT       |
| 2020 | Igor Cosso         | Salve-se Quem Puder          | Antônio Romantini Júnior (Júnior)       | TV Globo  |
| 2020 | José Condessa      | Salve-se Quem Puder          | Juan de La Piedra                       | TV Globo  |
| 2020 | Pedro Novaes       | Malhação: Toda Forma de Amar | Filipe Pinheiro Henriques               | TV Globo  |
| 2020 | André Matarazzo    | Malhação: Toda Forma de Amar | Marcos Lima (Marquinhos)                | TV Globo  |
| 2021 | Marianna Alexandre | Gênesis                      | Amarilis, Princesa do Egito             | RecordTV  |
| 2021 | Bernardo de Assis  | Salve-se Quem Puder          | Catatau                                 | TV Globo  |
| 2021 | Caio Manhente      | Gênesis                      | Abel                                    | RecordTV  |
| 2021 | João Pedro Zappa   | Nos Tempos do Imperador      | Cornélio Pindaíba (Nélio)               | TV Globo  |
| 2021 | Michel Gomes       | Nos Tempos do Imperador      | Jorge da Silva Rocha / Samuel dos Anjos | TV Globo  |
| 2022 | Samantha Jones     | Um Lugar ao Sol              | Adel                                    | TV Globo  |
| 2022 | Bella Campos       | Pantanal                     | Ruth de Lourdes (Muda)                  | TV Globo  |
| 2022 | Gabriel Sater      | Pantanal                     | Xeréu Trindade (Trindade)               | TV Globo  |
| 2022 | Guito              | Pantanal                     | Tibério Cavalcante                      | TV Globo  |
| 2022 | Rhay Polster       | Verdades Secretas II         | Chiara                                  | Globoplay |